# Distrito electoral local 13 de Chiapas
El XIII Distrito Electoral de Chiapas, Distrito de Copainalá, Distrito XIII o XIII Copainalá es uno de los 24 distrito electorales uninominales de Chiapas. Su cabecera distrital es la Ciudad de Cintalapa. Formado por los municipios de Cintalapa, Ocozocoutla, Jiquipilas, Berriozábal y Belisario Domínguez.

## Localización
XIII Copainalá se encuentra al noroeste de Chiapas, limita al norte con el Distrito de Pichucalco, al este con lo distritos de Bochil, Chiapa de Corzo y Pueblo Nuevo Solistahuacán, al sur con los distritos de Cintalapa, Tuxtla Poniente y Tuxtla Oriente y al oeste con los estado mexicanos de Oaxaca y Veracruz.
| Noroeste: Veracruz México       | Norte: Distrito de Pichucalco | Noreste: Distrito de Pueblo Nuevo Solistahuacán                   |
| Oeste: Oaxaca México            |                               | Este: Distrito de Bochil y Distrito de Chiapa de Corzo            |
| Suroeste: Distrito de Cintalapa | Sur: Distrito de Cintalapa    | Sureste: Distrito de Tuxtla Poniente y Distrito de Tuxtla Oriente |